# Cratere Golgi
Golgi è un piccolo cratere lunare, intitolato allo scienziato italiano e premio Nobel per la medicina Camillo Golgi e situato nell'Oceanus Procellarum, a 150 km a nord del cratere Schiaparelli. La formazione è circolare e possiede un coefficiente di albedo più elevato del mare circostante. Questo cratere era stato precedentemente chiamato 'Schiaparelli D' prima di essere rinominato dall'IAU.